# École d'études juives de Londres
L'École d'études juives de Londres (London School of Jewish Studies) (ou LSJS), connue auparavant comme Jews' College, est fondée en 1855 comme un séminaire rabbinique. Le changement de nom en 1999 avait pour but d'indiquer que l'enseignement s'adressait à un public plus large, en cessant la formation de rabbins. Depuis 2012, l'institution retourne à ses racines et redevient une école rabbinique. 

## Histoire
Le Jews' College ouvre ses portes à Londres en 1855.